# Eiland (Roman)
Eiland (engl.: Island) ist der letzte Roman des britischen Autors Aldous Huxley. Er erschien 1962 (auf Deutsch 1973) und erzählt vom zynischen Journalisten Will Farnaby, welcher verletzt auf der fiktiven Insel Pala strandet. Eiland ist das utopische Gegenstück zu Huxleys bekanntem dystopischen Roman Brave New World, welcher 1932 erschien und oft mit George Orwells 1984 verglichen wird. Die Ideen, welche später zu Eiland werden sollten, finden sich bereits in einem Vorwort Huxleys zu einer neuen Edition von Brave New World aus dem Jahre 1946:

“If I were now to rewrite the book, I would offer the Savage a third alternative. Between the Utopian and primitive horns of his dilemma would lie the possibility of sanity… In this community economics would be decentralist and Henry-Georgian, politics Kropotkinesque and co-operative. Science and technology would be used as though, like the Sabbath, they had been made for man, not (as at present and still more so in the Brave New World) as though man were to be adapted and enslaved to them. Religion would be the conscious and intelligent pursuit of man’s Final End, the unitive knowledge of immanent Tao or Logos, the transcendent Godhead or Brahman. And the prevailing philosophy of life would be a kind of Higher Utilitarianism, in which the Greatest Happiness principle would be secondary to the Final End principle – the first question to be asked and answered in every contingency of life being: ‘How will this thought or action contribute to, or interfere with, the achievement, by me and the greatest possible number of other individuals, of man’s Final End?’”

„Wollte ich das Buch aufs neue schreiben, böte ich dem Wilden eine dritte Möglichkeit. Zwischen der utopischen und der primitiven Alternative des Dilemmas läge die Möglichkeit normalen Lebens […]. In dieser Gemeinschaft wäre die Wirtschaft dezentralistisch und henry-georgeisch, die Politik kropotkinesk und kooperativ. Naturwissenschaft und Technologie würden benutzt, als wären sie, wie der Sabbat, für den Menschen gemacht, nicht, als solle der Mensch (wie gegenwärtig und noch mehr in der »schönen neuen Welt«) ihnen angepasst und unterworfen werden. Religion wäre das bewusste und verständige Streben nach dem höchsten Ziel des Menschen, nach der einenden Erkenntnis des immanenten Tao oder Logos, der transzendenten Gottheit oder des Brahman. Und die vorherrschende Lebensphilosophie wäre eine Art von höherem Utilitarismus, worin das Prinzip des größten Glücks dem des höchsten Zwecks untergeordnet ist – denn die erste, in jeder Lebenslage zu stellende und zu beantwortende Frage hieße: ‚Inwieweit würde dieser Gedanke oder diese Handlung fördern oder hindern, daß ich und die größtmögliche Zahl anderer das höchste Ziel des Menschen erreichen?‘“

## Handlung
Der Engländer William Asquith „Will“ Farnaby erleidet absichtlichen Schiffbruch auf der südostasiatischen Insel Pala, wodurch er sich Zutritt zur „verbotenen Insel“ verschafft. Farnaby, Journalist, politischer Profiteur und Lakai des Ölbarons Lord Joseph Joe „Aldehyde“, hat die Aufgabe, die Königin von Pala – die Rani – davon zu überzeugen, die Rechte an den Ölvorkommen der Insel an Lord Aldehyde zu verkaufen. Farnaby erwacht auf den Ufern der Insel mit einer Beinverletzung und hört mehrmals eine Maina "Attention!" (in der dt. Übersetzung "Gib acht!") rufen, woraufhin ihn zwei kleine Kinder, ein Junge und seine Schwester, bemerken. Das Mädchen erkundigt sich in perfektem Englisch nach seinem Befinden und gibt dem hungrigen Schiffbrüchigen eine Banane. Kurz darauf erscheint ein älterer Herr, den Will auf Ende fünfzig schätzt, welcher sich als Dr. Robert MacPhail vorstellt und offensichtlich der Großvater der beiden Kinder ist. Dr. MacPhail und ein junger Mann namens Murugan Mailendra tragen Farnaby zu Roberts Haus für eine für Will überraschenderweise erfolgreichen Hypnotherapie von Susila, der Schwiegertochter Roberts sowie Mutter der beiden Kinder. Zu diesem Zeitpunkt hat Susila noch mit dem Tod ihres Mannes – Roberts Sohn – zu kämpfen, welcher kurz zuvor bei einem Kletterunfall ums Leben kam.
Will und Murugan erkennen einander wieder, da sie sich zuvor schon einmal bei einem Treffen mit Oberst Dipa getroffen hatten, dem Diktator eines nahegelegenen Militärstaats namens Rendang-Lobo und weiterer Interessent an Palas Ölvorkommen. In einer privaten Unterredung erklärt Murugan Farnaby, dass er der Sohn der Rani von Pala ist und in Kürze zum Raja und somit Herrscher über die Insel ernannt wird. Murugan und seine Mutter, die Rani, wurden beide außerhalb von Pala erzogen und verfolgen daher hauptsächlich westliche Werte. Murugan zeichnet sich vor allem durch seinen Materialismus und seine Habgier aus, was in direktem Gegensatz zur Lebensphilosophie der palanesischen Eingeborenen steht. Die Rani hingegen verfolgt eine religiöse Erneuerung und ist dabei spiritistisch an ihrem "Meister"  Koot Hoomi orientiert. Ganz besonders verachtet sie die in Pala verbreiteten Sexualpraktiken. Die Palanesen pflegen einen friedlichen Lebensstil, welcher auf einer tief verwurzelten, intellektuellen Spiritualität basiert, ohne abergläubisch zu sein. Das Königreich Pala verfügt über kein Militär und seine Einwohner haben eine nahezu utopische Gesellschaft erschaffen, in der sich die effizientesten Praktiken westlicher Medizin mit fernöstlichem Mahayana-Buddhismus vermischen. Die Kinder der Insel werden bilingual auf Englisch und Palanesisch in Kinderpflegevereinen erzogen, welche aus jeweils zwanzig Familien bestehen. Die palanesische Lebensphilosophie besteht darin, im Jetzt zu leben, Leiden und Tod direkt zu konfrontieren und täglich zu meditieren. Auch gehen die Inselbewohner sehr offen mit ihrer Sexualität und ihren tantrischen Sexualpraktiken um. Ein weiterer Kern der palanesischen Kultur besteht aus der Einnahme der Mokscha-Medizin, einer psychedelischen Substanz, welche ihnen die Welt in einem Zustand der Erleuchtung zeigen soll. Die Rani jedoch, welche aufgrund einer "inneren Eingebung" Farnaby aufsucht, verfolgt traditionell religiöse Werte nach westlichem Vorbild. Sie verachtet die palanesische Kultur und möchte das Land reformieren. Farnaby überzeugt sie davon, dass Joe Aldehydes Geld ihr dabei helfen könne, ihre Nation aus ihrer gotteslästerlichen Lage zu befreien.
Im weiteren Verlauf des Buches reist Farnaby um die Insel und lernt das örtliche Bildungswesen kennen, welches Wissenschaft, Kunst und Selbstkontrolltechniken mit der persönlichen Suche nach Selbstverwirklichung vereint. Robert erzählt ihm die Geschichte der Insel und erklärt ihm, wie sein Großvater, Dr. Andrew MacPhail vom damaligen Raja auf die Insel geholt wurde, um den Gesichtstumor des Herrschers zu behandeln. Diese Behandlung gelang ihm mit einer Mischung aus Hypnotherapie und chirurgischer Behandlung. Dies brachte die ersten wissenschaftlichen Praktiken sowie die englische Sprache nach Pala.
Farnaby lernt noch weitere Aspekte der palanesischen Gesellschaft kennen, unter anderem sieht er eine Marionettenversion des Theaterstücks König Ödipus, welches umgeschrieben und mit einem Happy End versehen wurde. Er lernt zudem, dass der Begriff des Hier und Jetzt für die Palanesen von derart zentraler Bedeutung ist, dass sie den lokalen Mainas beigebracht haben, „Gib acht“, "Hier und jetzt, Jungs" und „Karuna“ zu rufen, um die Bevölkerung stets daran zu erinnern, sich auf den Moment zu konzentrieren und Mitgefühl zu haben. Den Palanesen ist bewusst, dass eine Invasion durch Oberst Dipas Truppen kurz bevorsteht, jedoch lassen sie nicht von ihrer pazifistischen Grundeinstellung ab. Farnaby weiß ebenfalls um den möglichen Untergang der Insel und wird sich schmerzhaft darüber bewusst, dass er einen entschiedenen Anteil dazu beigetragen hat.
Unter der Leitung Susilas beginnt Will, sich mit seiner sorgenreichen Vergangenheit auseinanderzusetzen, mit dem Tod seiner Frau Molly und seiner schwierigen Kindheit. Susila, zu der Will anfängt eine tiefe Bindung aufzubauen, leitet ihn dabei durch seine schmerzlichen Erinnerungen. Zur gleichen Zeit verschlimmert sich der gesundheitliche Zustand von Susilas Schwiegermutter, Dr. Roberts Frau Lakshmi, welche an Krebs erkrankt ist. Eines Nachts erhält Farnaby einen Brief von der Rani, welche ihn dringlich dazu auffordert, sich mit ihr zu treffen, woraufhin Will sich dafür entscheidet, sich gegen die Ausbeutung der Insel durch Lord Aldehyde und Oberst Dipa zu stellen, und das Gesuch der Rani in Folge ignoriert. Stattdessen begibt er sich ans Sterbebett von Lakshmi, welche daraufhin im Kreise ihrer Familie stirbt.
Endlich lädt Susila Will dazu ein, die Mokscha-Medizin zu probieren. Seine halluzinatorischen Visionen sind sehr philosophisch dargestellt und äußerst lebhaft; er erfährt einen Ich-Tod und spürt die Einheit von allem, ein „wissenloses Verstehen“. Entsetzt beobachtet er eine Gottesanbeterin dabei, wie sie ihren Partner nach der Paarung verspeist, bevor Susila ihn dazu ermahnt, er solle sich von der Medizin helfen lassen, das Schöne in allen Dingen zu sehen. Im Morgengrauen hören sie plötzlich Pistolenschüsse und sehen, wie sich Militärfahrzeuge vom Strand her nähern. Man hört Murugans Stimme über einen Lautsprecher, welcher die Inselbewohner dazu auffordert, ruhig zu bleiben und die Invasoren willkommen zu heißen, während er gleichzeitig das neue vereinigte Königreich von Rendang und Pala ausruft, zu dessen Monarchen er sich erklärt und Oberst Dipa zu seinem Ministerpräsidenten. Als sich die Militärfahrzeuge Richtung Inselzentrum entfernen, hört man wieder die Maina rufen: „Karuna, Karuna" und "Gib acht“.